# Gare de Diest
La gare de Diest (en néerlandais : station Diest) est une gare ferroviaire belge de la ligne 35, de Louvain à Hasselt, située à proximité du centre de la ville de Diest, dans la province du Brabant flamand en Région flamande.
Elle est mise en service en 1865 par le Grand Central Belge. C'est une gare de la Société nationale des chemins de fer belges (SNCB) desservie par des trains InterCity (IC), Omnibus (L) et d’Heure de pointe (P).

## Situation ferroviaire
Établie à 27 mètres d'altitude, la gare de Diest est située au point kilométrique (PK) 20,776 de la ligne 35, de Louvain à Hasselt, entre les gares ouvertes de Zichem et de Schulen. C'est une gare de bifurcation avec la ligne 17, de Diest à Tessenderlo (trafic marchandises).

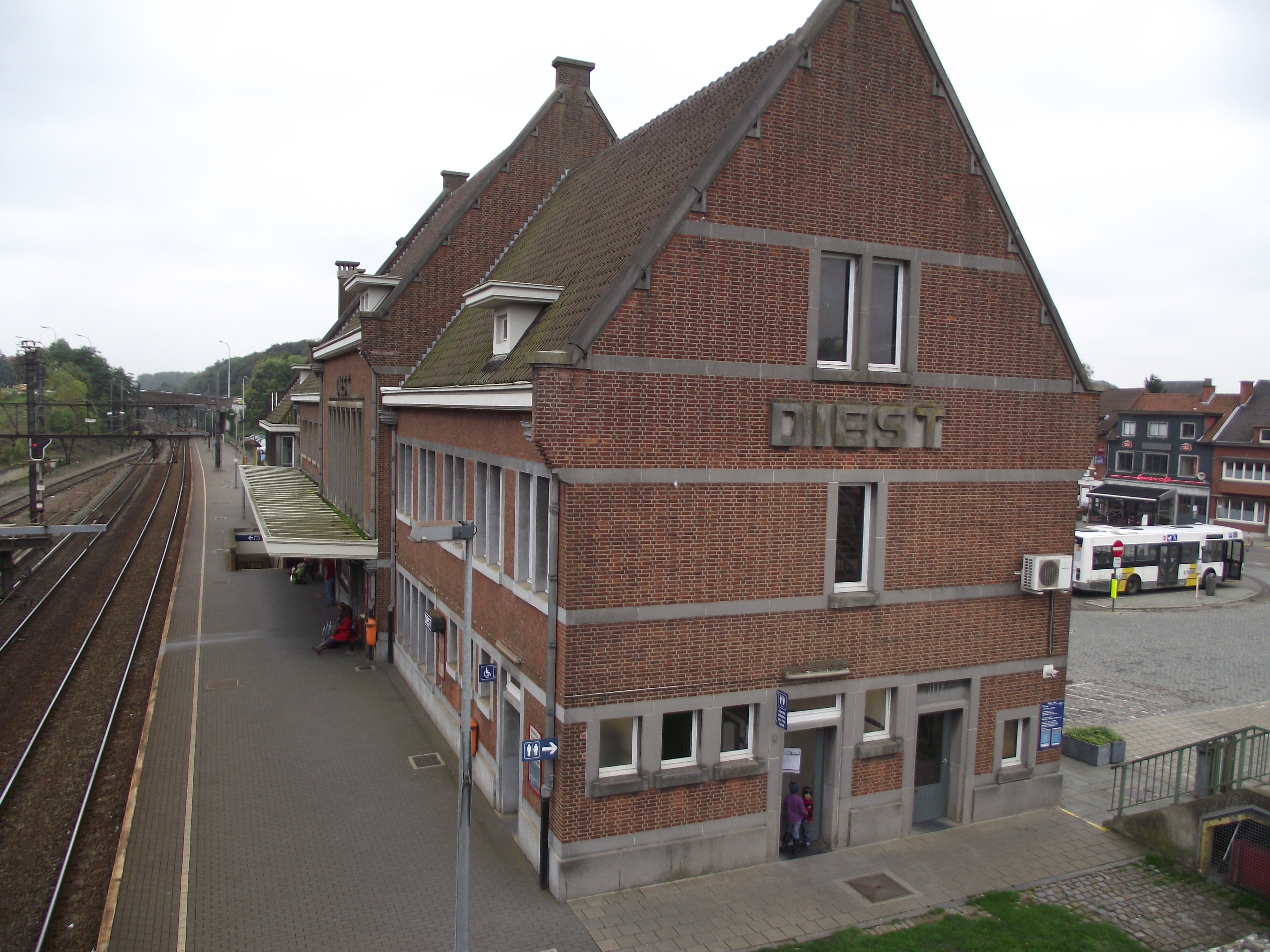
Intérieur de la gare.

## Histoire
La « station de Diest » est mise en service le 1er février 1865 par le Grand Central Belge, lorsqu'il ouvre à l'exploitation la section d'Aarschot à Diest.
La gare est située à proximité immédiate du fort Leopold (nl) sur une étroite bande de terrain située entre le fort et les fortifications de Diest, bâties au XIXe siècle.
Pour des raisons stratégiques, les autorités militaires avaient imposé au Grand Central de réaliser un bâtiment de gare en bois afin de permettre sa destruction pour empêcher un envahisseur de l'utiliser et dégager le champ de tir pour l'artillerie[réf. nécessaire]. Malgré sa structure en bois, le bâtiment avait belle allure ; il était de style néo-classique avec un corps de logis à étage servant de logement et de bureau pour le chef de gare et une longue aile de douze travées abritant le guichet, l'accueil des voyageurs et certains locaux de service.
En 1878 la gare est agrandie pour l'ouverture de la ligne de Tirlemont à Mol par l'administration des chemins de fer de l'État belge ; elle compte alors une aile de douze travées.
Le Grand central belge est nationalisé en 1897, l’État belge reprend la main le 1er janvier 1898. Lors d'une visite effectuée la même année, le ministre Jules Vandenpeereboom aurait assuré qu'un nouveau bâtiment de gare mieux situé serait construit plus près de la route de Diest à Schaeffen mais cela ne fut pas réalisé.
Le bâtiment de la gare survécut à la Première Guerre mondiale mais fut incendié durant le second conflit. Seule la halle à marchandises a été épargnée.
En 1952, un nouveau bâtiment de gare est mis en service. Il s'agit d'un vaste édifice, de style traditionnel en briques possédant plusieurs étages de sous un haut toit à deux pentes. De grandes baies éclairent l'entrée et la salle des pas perdus.
À la fin des années 2010, les abords de la gare font l'objet d'un important réaménagement (gare routière, parking et garages à vélos).

## Service des voyageurs

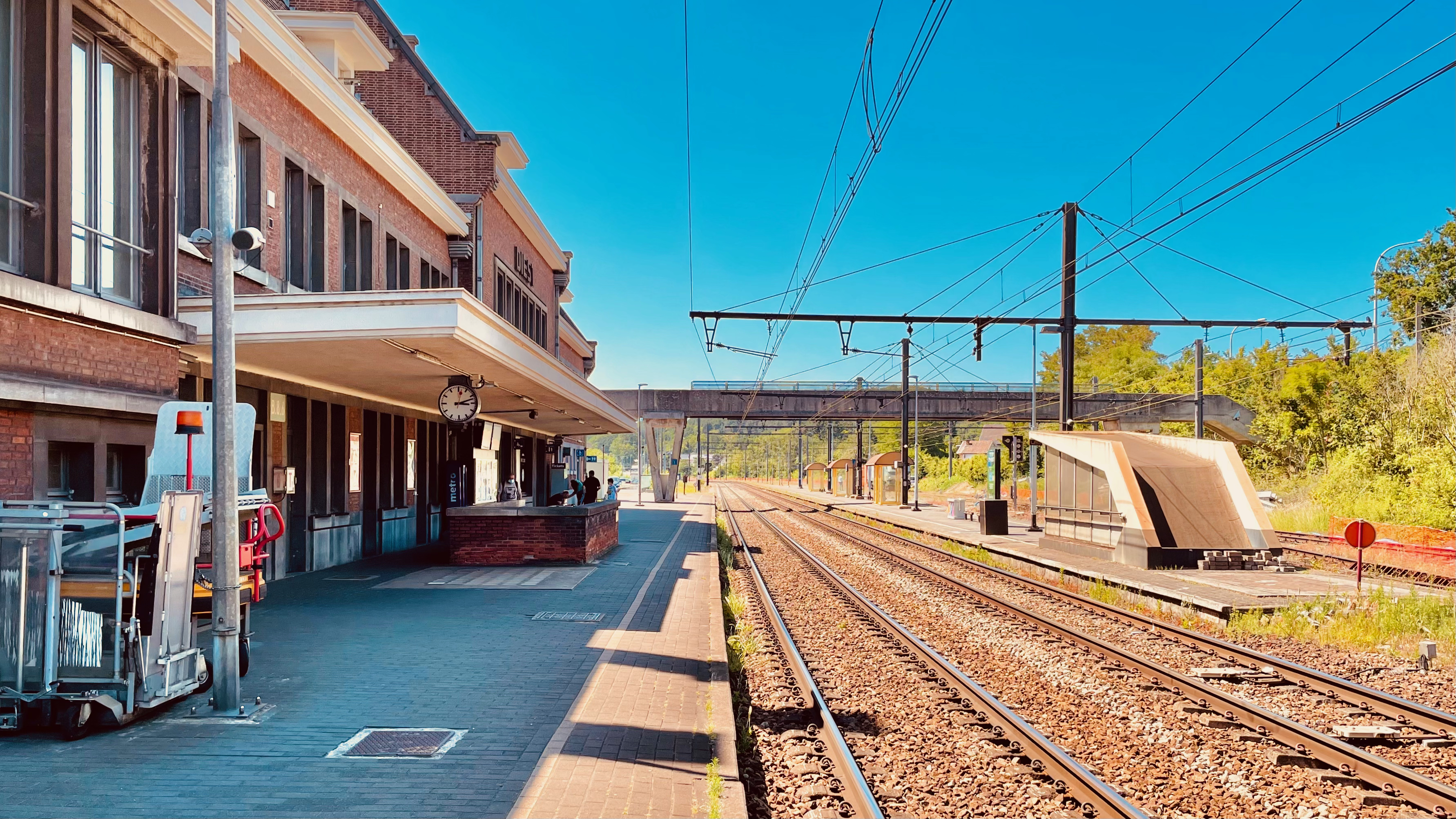
Quais de la gare en 2021.

### Accueil
Gare SNCB, elle dispose d'un bâtiment voyageurs, avec guichets, ouvert tous les jours. Elle est équipée d'automates pour l'achat de titres de transport. Des aménagements, équipements et services sont à la disposition des personnes à la mobilité réduite. Un buffet est installé en gare.
Un souterrain permet la traversée des voies et le passage d'un quai à l'autre.

### Desserte
Diest est desservie par des trains InterCity (IC), Omnibus (L) et d’Heure de pointe (P) de la SNCB qui effectuent des missions sur la ligne 35 (Louvain - Hasselt).

#### Semaine
La gare de Diest possède quatre dessertes régulières : des trains IC-20 de Gand-Saint-Pierre à Tongres via Wetteren, Alost, Bruxelles, Aarschot et Hasselt, des IC-08 d'Anvers-Central à Hasselt via Malines, Bruxelles-Aéroport-Zaventem et Louvain, des IC-15 d'Anvers-Central à Hasselt, via Lier et sans arrêt à Aarschot, ainsi que des trains L de Louvain à Hasselt.
Cette desserte est renforcée le matin par trois trains P Hasselt-Louvain et l'après-midi par trois trains P Louvain-Hasselt. Diest est également fréquentée par deux trains P de Tongres à Bruxelles-Midi (le matin, retour l'après-midi) sans arrêt à Louvain comme les IC-20.

#### Week-end et jours fériés
Diest est desservie toutes les heures par des trains IC-08, circulant comme en semaine, et des IC-09 d'Anvers-Central à Tongres et Liège-Guillemins.
Le dimanche, en période scolaire, circule un unique train P de Hasselt à Gand-Saint-Pierre via Louvain et Bruxelles.

### Intermodalité
Un parc pour les vélos et un parking pour les véhicules y sont aménagés.

## Comptage voyageurs
Ce graphique et tableau montre le nombre de voyageurs embarquant en moyenne durant la semaine, le samedi et le dimanche.
| Nombre de passagers qui embarquent à la gare de Diest | Nombre de passagers qui embarquent à la gare de Diest | Nombre de passagers qui embarquent à la gare de Diest | Nombre de passagers qui embarquent à la gare de Diest |
|                                                       | Semaine                                               | Samedi                                                | Dimanche                                              |
| ----------------------------------------------------- | ----------------------------------------------------- | ----------------------------------------------------- | ----------------------------------------------------- |
| 1977                                                  | 1 206                                                 | 207                                                   | 299                                                   |
| 1978                                                  | 1 142                                                 | 204                                                   | 307                                                   |
| 1979                                                  | 1 162                                                 | 196                                                   | 322                                                   |
| 1980                                                  | 1 181                                                 | 172                                                   | 286                                                   |
| 1981                                                  | 1 287                                                 | 222                                                   | 346                                                   |
| 1982                                                  | 1 332                                                 | 229                                                   | 419                                                   |
| 1983                                                  | 1 320                                                 | 210                                                   | 521                                                   |
| 1984                                                  | 1 661                                                 | 215                                                   | 410                                                   |
| 1985                                                  | 1 469                                                 | 242                                                   | 420                                                   |
| 1986                                                  | 1 450                                                 | 258                                                   | 391                                                   |
| 1987                                                  | 1 240                                                 | 191                                                   | 279                                                   |
| 1988                                                  | 1 385                                                 | 393                                                   | 533                                                   |
| 1989                                                  | 1 121                                                 | 310                                                   | 531                                                   |
| 1990                                                  | 1 213                                                 | 383                                                   | 464                                                   |
| 1991                                                  | 1 241                                                 | 343                                                   | 495                                                   |
| 1992                                                  | 1 174                                                 | 350                                                   | 593                                                   |
| 1993                                                  | 1 220                                                 | 386                                                   | 544                                                   |
| 1994                                                  | 1 469                                                 | 422                                                   | 539                                                   |
| 1995                                                  | 1 338                                                 | 378                                                   | 608                                                   |
| 1996                                                  | 1 464                                                 | 473                                                   | 514                                                   |
| 1997                                                  | 1 374                                                 | 535                                                   | 627                                                   |
| 1998                                                  | 1 674                                                 | 458                                                   | 566                                                   |
| 1999                                                  | 1 573                                                 | 351                                                   | 460                                                   |
| 2000                                                  | 1 852                                                 | 460                                                   | 482                                                   |
| 2001                                                  | 1 770                                                 | 419                                                   | 504                                                   |
| 2002                                                  | 1 716                                                 | 422                                                   | 508                                                   |
| 2003                                                  | 1 847                                                 | 438                                                   | 495                                                   |
| 2004                                                  | 1 795                                                 | 421                                                   | 540                                                   |
| 2005                                                  | 1 992                                                 | 482                                                   | 635                                                   |
| 2006                                                  | 2 252                                                 | 542                                                   | 621                                                   |
| 2007                                                  | 2 567                                                 | 632                                                   | 778                                                   |
| 2008                                                  | -                                                     | -                                                     | -                                                     |
| 2009                                                  | 2 477                                                 | 630                                                   | 776                                                   |
| 2010                                                  | -                                                     | -                                                     | -                                                     |
| 2011                                                  | -                                                     | -                                                     | -                                                     |
| 2012                                                  | 2 711                                                 | 674                                                   | 963                                                   |
| 2013                                                  | 2 732                                                 | 784                                                   | 932                                                   |
| 2014                                                  | 2 614                                                 | 752                                                   | 921                                                   |
| 2015                                                  | 2 648                                                 | 547                                                   | 605                                                   |
| 2016                                                  | 2 548                                                 | 635                                                   | 639                                                   |
| 2017                                                  | 2 871                                                 | 653                                                   | 799                                                   |
| 2018                                                  | 3 022                                                 | 919                                                   | 1 203                                                 |
| 2019                                                  | 3 072                                                 | 780                                                   | 720                                                   |
| 2020                                                  | 1 710                                                 | 631                                                   | 682                                                   |
| 2021                                                  | -                                                     | -                                                     | -                                                     |
| 2022                                                  | 3 044                                                 | 800                                                   | 1 107                                                 |
| 2023                                                  | 2 995                                                 | 678                                                   | 682                                                   |
| 2024                                                  | 2 796                                                 | 918                                                   | 929                                                   |